# Pabst Blue Ribbon
 (avril 2016).
Si vous disposez d'ouvrages ou d'articles de référence ou si vous connaissez des sites web de qualité traitant du thème abordé ici, merci de compléter l'article en donnant les références utiles à sa vérifiabilité et en les liant à la section « Notes et références ».

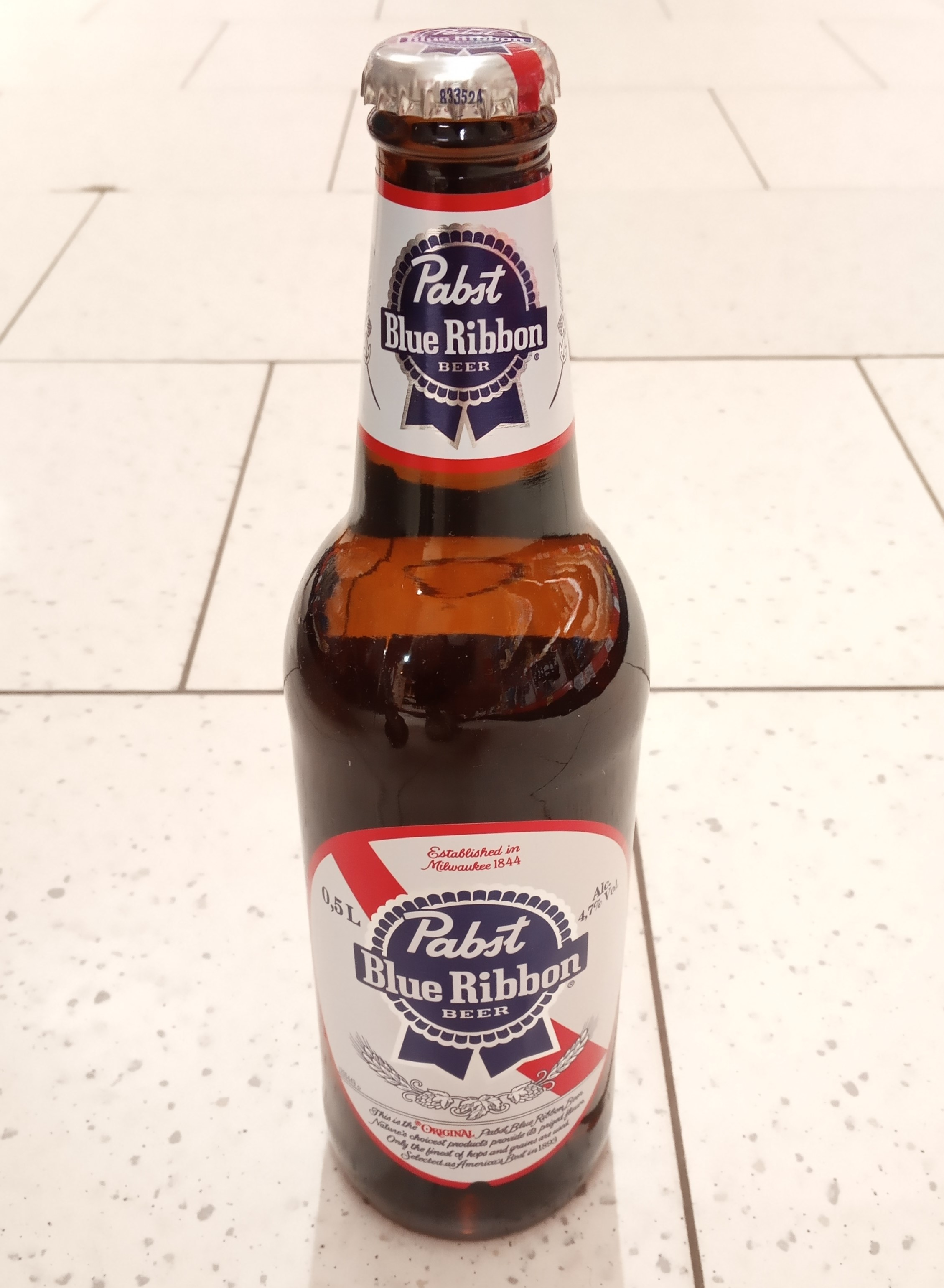
Bouteille de Pabst Blue Ribbon

Pabst Blue Ribbon est une marque de bière de type lager ayant des arômes de poires et de bananes, de la compagnie américaine Pabst Brewing Company. Elle propose différents produits, notamment sa bière originale, avec un taux d'alcool de 4,7%. Sa gamme de produits comprend également une version plus légère (Easy), avec un taux d'alcool de 3,8%, une version plus forte (Extra), avec un taux d'alcool de 6,5%, et une option sans alcool. 
C'est une marque de bière qui a connu un regain de popularité dans les années 2000, avec le mouvement Hipster. 
Le Blue Ribbon (ruban bleu) du nom de la bière est une référence à un prix qu’aurait remporté la brasserie Pabst à l’occasion de l’Exposition universelle de 1893 en tant que « meilleure bière d’Amérique ». Bien que la réalité de ce titre ne soit pas avérée, la marque a bâti son marketing autour de celui-ci.